# Tayasan
Tayasan é um município de  terceira classe de renda municipal (d) na província Negros Oriental, nas Filipinas. De acordo com o censo de 1 de maio  de  2020 possui uma população de 38 159 pessoas e 9 605 domicílios.